# Palača Lučić-Kolović-Matikola
Palača Lučić-Kolović-Matikola (kuća Lučića-Kolović-Matikola) je palača u Perastu. Palača je peraškog bratstva (kazade) Studeni i vlasnika Kolović - Matikole.
Nalazi se zapadno od male palače Zmajević, uz samu obalu, u zapadnom dijelu Perasta, u Penčićima.
Sudeći po natpisu na glavnom pročelju s upisanom 1779. godinom, vjerojatno je izgrađena sredinom druge polovice 18. stoljeća.
Palača Lučić-Kolović-Matikola je mala građevina, vrste "palacin". Čine ju tri etaže skladnih srazmjera. Ima malo dvorište okrenuto prema moru. Dvorište je ograđeno. 
Na glavnoj fasadi su imena vlasnika, Nikole Kolovića – Matikole i sinova iz kazade Studenih. Prema moru se nalazi malo dvorište koje je ograđeno. Prema moru je također vidionica glavne fasade na kojoj je natpis. Iznad natpisa je grb, varijanta grba kazade Studenih. Grb je trodijelan. U gornjem polju na desno je oganj koji gori pod usijanim suncem, a s lijeve strane vuk koji se propinje prema suncu.
Etaža prizemlja ima jednostavna vrata i prozore na objema stranama. Na vratima su rađena naknadna preuređivanja. Sljedeća etaža, prvi kat ima mali balkon. Na svakoj je strani po jedan prozor. Svakom je prozoru natprozornik profiliran. Zadnja etaža daje osobitost ovoj palači jer ima vidionice okrenute prema svim četirima stranama.
Stilski palača pripada baroku.
Današnja namjena palače je stambena.

## Vanjske poveznice
- (srpski)  Veroljub Trifunović Veroljub Trifunović: Perast - gospodar luka: 47: Smekija
- (engleski) Montenegro  Arhivirana inačica izvorne stranice od 16. lipnja 2016. (Wayback Machine) Palace Brajkovic – Martinovic